# Kofinou
Kofinou (griechisch Κοφίνου, türkisch Köfünye oder Geçitkale) ist eine Gemeinde im Bezirk Larnaka in Zypern. Im Jahr 2021 hatte sie 1306 Einwohner.

## Geographie

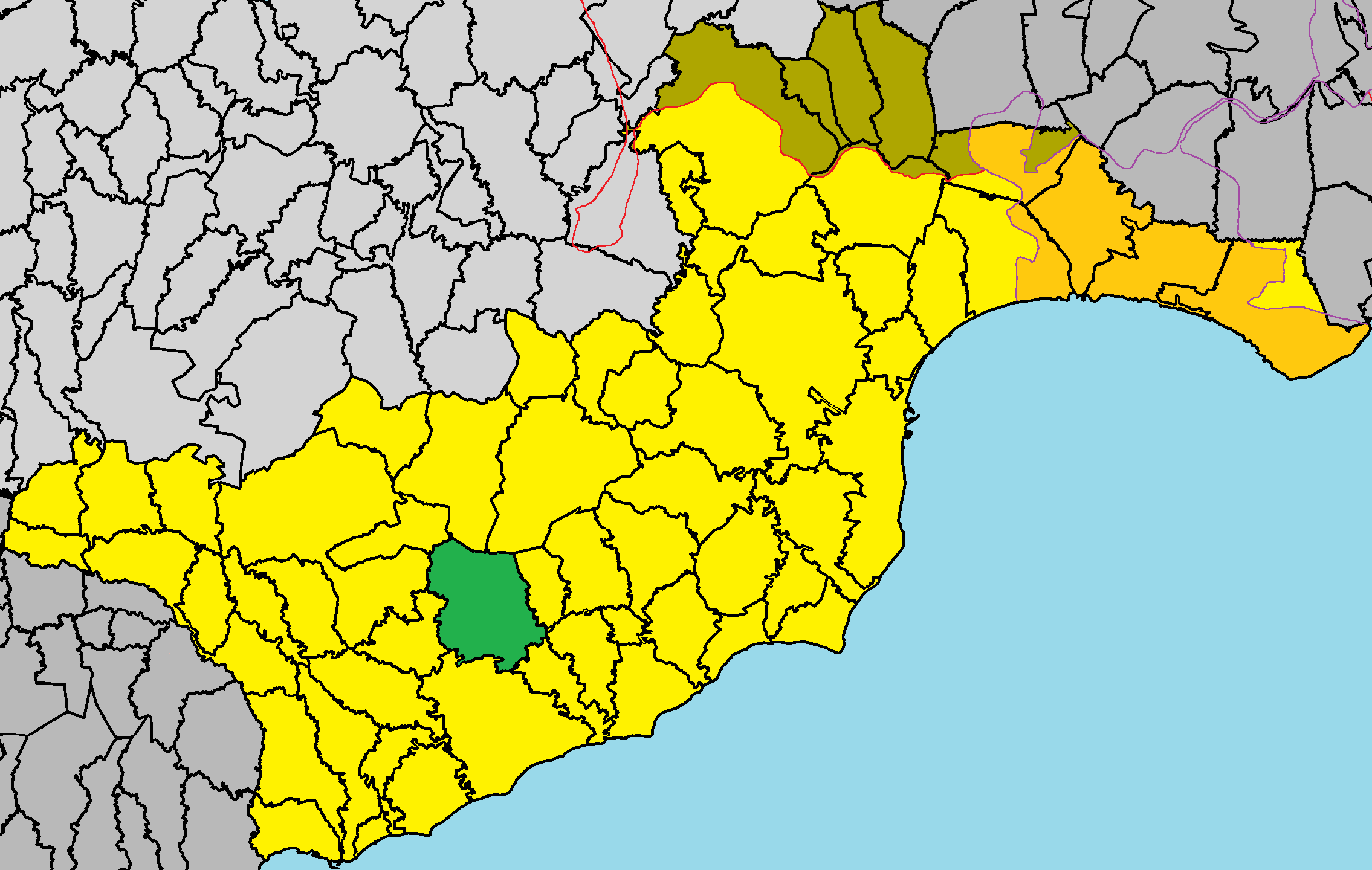
Lage der Gemeinde Kofinou im Bezirk Larnaka

Kofinou liegt im Süden Zyperns auf etwa 150 Meter Höhe, 39 km südlich der Hauptstadt Nikosia und 24 km westlich von Larnaka. Gemeinden in der Umgebung sind Skarinou, Menogeia, Alaminos und Agios Theodoros.
Der südliche Teil des Gemeindegebiets wird von den kalkhaltigen Hügeln der Küstenebene geprägt, während im nördlichen Teil die lavahaltigen, abgerundeten Berge der äußersten Ausläufer des Troodos-Gebirges vorherrschen. Dort befindet sich auch das Panagidia-Galaktotrofousa-Kloster.
Die durchschnittliche jährliche Niederschlagsmenge in Kofinou beträgt etwa 430 mm. Der südlichere Teil des Gemeindegebiets ist landwirtschaftlich geprägt. Es werden unter anderem Getreide, Weinreben, Zitrusfrüchte, Mandeln, Oliven und Gemüse angebaut. Auf den unbewirtschafteten Flächen hauptsächlich im Nordteil gibt es eine vielfältige natürliche Vegetation aus Kiefern, Thymian, Ginster, wilden Oliven und wilden Johannisbrotbäumen.

## Geschichte
Bis 1974 war der Ort hauptsächlich von Zyperntürken bewohnt, die wenigen griechischen Einwohner hatten das Dorf Ende der fünfziger Jahre verlassen. Die Einwohnerzahl des Dorfes stieg nach 1964 an, als etwa 60 türkisch-zypriotische Familien aus Pano Lefkara das griechisch-zypriotisch dominierte Dorf aufgaben. Kofinou wurde auch international bekannt, nachdem türkisch-zypriotische Milizionäre die Hauptstraße mit Hindernissen blockierten. Bei der „Kofinou-Krise“ kam es daraufhin im November 1967 zum Zusammenstoß der Nationalgarde unter Georgios Grivas und Zyperntürken, wobei 23 türkische und ein griechischer Zypriot getötet wurden. Ein türkisches Ultimatum sowie die Stationierung türkischer Truppen an der griechisch-türkischen Grenze führte zum Abzug der Nationalgarde aus Kofinou und dem Nachbarort Agios Theodoros, wodurch Grivas Zypern verließ.
Nach dem Einmarsch türkischer Truppen 1974 siedelten sich viele der Bewohner in Geçitkale in der Türkischen Republik Nordzypern an.

## Verkehr
Der Ort befindet sich in der Nähe von gleich zwei wichtigen Knotenpunkten des zyprischen Verkehrsnetz. So beginnt die A5 an der A1 unweit nördlich des Ortes, womit eine direkte Autobahnverbindung in die wichtigsten Städte der Insel gegeben ist. Im Ort selbst trifft die Hauptstraße B5 auf die B1.